# Leucothyreus pallidus
Leucothyreus pallidus är en skalbaggsart som beskrevs av Ohaus 1918. Leucothyreus pallidus ingår i släktet Leucothyreus och familjen Rutelidae. Inga underarter finns listade i Catalogue of Life.